# Sarvtjärnen (Ljusdals socken, Hälsingland, 687133-151979)
Sarvtjärnen är en sjö i Ljusdals kommun i Hälsingland och ingår i Delångersåns huvudavrinningsområde. Sjön är 5 meter djup, har en yta på 0,0562 kvadratkilometer och befinner sig 276 meter över havet. Sjön avvattnas av vattendraget Gladbäcken.

## Delavrinningsområde
Sarvtjärnen ingår i det delavrinningsområde (687075-151841) som SMHI kallar för Utloppet av Svartsjöarna. Medelhöjden är 317 meter över havet och ytan är 7,49 kvadratkilometer. Det finns inga avrinningsområden uppströms utan avrinningsområdet är högsta punkten. Gladbäcken som avvattnar avrinningsområdet har biflödesordning 2, vilket innebär att vattnet flödar genom totalt 2 vattendrag innan det når havet efter 85 kilometer. Avrinningsområdet består mestadels av skog (85 procent). Avrinningsområdet har 0,44 kvadratkilometer vattenytor vilket ger det en sjöprocent på 5,8 procent.